# Alfredo II de Windisch-Graetz
El príncipe Alfredo II de Windisch-Graetz, o Windischgrätz (en alemán Alfred Nikolaus zu Windisch-Graetz; 28 de marzo de 1819, Viena - 28 de abril de 1876, castillo de Tachau, Bohemia), fue un aristócrata y general austriaco.

## Biografía
Al igual que tres de sus hermanos, el príncipe Alfredo de Windisch-Graetz hizo carrera en el ejército imperial austriaco alcanzando el grado de general. Era hijo del famoso mariscal-príncipe Alfredo I de Windisch-Graetz (1787-1862) y de su esposa, Leonor de Schwarzenberg (1796-1848). Su madre murió en Praga durante los disturbios de la época de las Revoluciones nacionalistas de 1848 y donde él mismo resultó herido. Se convierte en ayudante de campo de su padre y le sigue en sus campañas.
Participa en la batalla de Königgrätz (Sadowa, en francés) durante la guerra austro-prusiana de 1866, a la cabeza de dos regimientos y es gravemente herido. Muere como consecuencia de estas heridas diez años más tarde.
El príncipe contrajo matrimonio en 1850 con la princesa Eduviges de Lobkowicz quien muere en 1856, después de haberle dado un único hijo, el príncipe Alfredo III de Windisch-Grätz.